# Miss Prestige National
 (décembre 2019).
Si vous disposez d'ouvrages ou d'articles de référence ou si vous connaissez des sites web de qualité traitant du thème abordé ici, merci de compléter l'article en donnant les références utiles à sa vérifiabilité et en les liant à la section « Notes et références ».
 (décembre 2017).
Miss Prestige National est un concours de beauté féminin français créé par Fréderic Patureau en avril 2010. Geneviève de Fontenay est la présidente d'honneur du comité jusqu'en 2016, date à laquelle elle cesse toute activité au sein de ce dernier. Stéphanie Patureau Gaudin (Fany Le Nevez) est la propriétaire de la marque, ainsi que sa présidente depuis janvier 2018.

## Retransmissions à la télévision
Miss Prestige National, élue pour un an, parcourt la France avec Fany Le Nevez Elles passent ensuite dans les émissions de télévisions Régionales, les divertissements, les journaux de chaînes d'informations.

## Lauréates depuis 2011
| Année | Dénomination           | Nom                | Région              | Lieu d'élection                | Commentaires                                                                                |
| ----- | ---------------------- | ------------------ | ------------------- | ------------------------------ | ------------------------------------------------------------------------------------------- |
| 2011  | Miss Nationale         | Barbara Morel      | Provence            | Paris                          | Première Miss Nationale élue depuis le départ de Geneviève de Fontenay de Miss France.      |
| 2012  | Miss Prestige National | Christelle Roca    | Cerdagne-Roussillon | Divonne-les-Bains              | Première Miss Prestige National élue sous ce titre.                                         |
| 2013  | Miss Prestige National | Auline Grac        | Provence            | Paris                          | Dernière élection en décembre, les autres auront lieu au début de janvier.                  |
| 2014  | Miss Prestige National | Marie-Laure Cornu  | Pays de Savoie      | Paris                          | Élue en direct sur TV8 Mont-Blanc.                                                          |
| 2015  | Miss Prestige National | Margaux Deroy      | Flandre             | Kirrwiller                     | Élue en direct sur Non Stop People.                                                         |
| 2016  | Miss Prestige National | Émilie Secret      | Picardie            | Soultzmatt                     | Dernière élection sous la présidence d'honneur de Geneviève de Fontenay.                    |
| 2017  | Miss Prestige National | Cécile Bègue       | La Réunion          | Gauriaguet                     | Élue en direct sur TV7 Bordeaux et diffusée sur 18 autres chaînes régionales partenaires.   |
| 2018  | Miss Prestige National | Charlotte Depaepe  | Flandre             | Saint-Étienne                  | Élue en direct sur TL7 et diffusée sur 23 autres chaînes régionales et locales partenaires. |
| 2019  | Miss Prestige National | Océane Dupond      | Pays de la Loire    | Pornic                         | Première Miss Prestige National élue sous la Présidence de Mme Le Nevez                     |
| 2020  | Miss Prestige National | Gween Bizet        | Pays de la Loire    | Pornic                         | Élue en direct sur les chaînes locales et régionales de France.                             |
| 2022  | Miss Prestige National | Laura Soldani      | Nord-Pas-de-Calais  | Salle Emmanuel Looten, Bergues |                                                                                             |
| 2023  | Miss Prestige National | Clara Ringot       | Nord-Pas-de-Calais  | Salle Emmanuel Looten, Bergues | Élue en direct sur les réseaux sociaux                                                      |
| 2024  | Miss Prestige National | Kimberlay Mortreux | Côte d’Opale        | Salle Henri Martel, Arleux     |                                                                                             |
| 2025  | Miss Prestige National | Perrine Boëhm      | Alsace              |                                |                                                                                             |

## Galerie

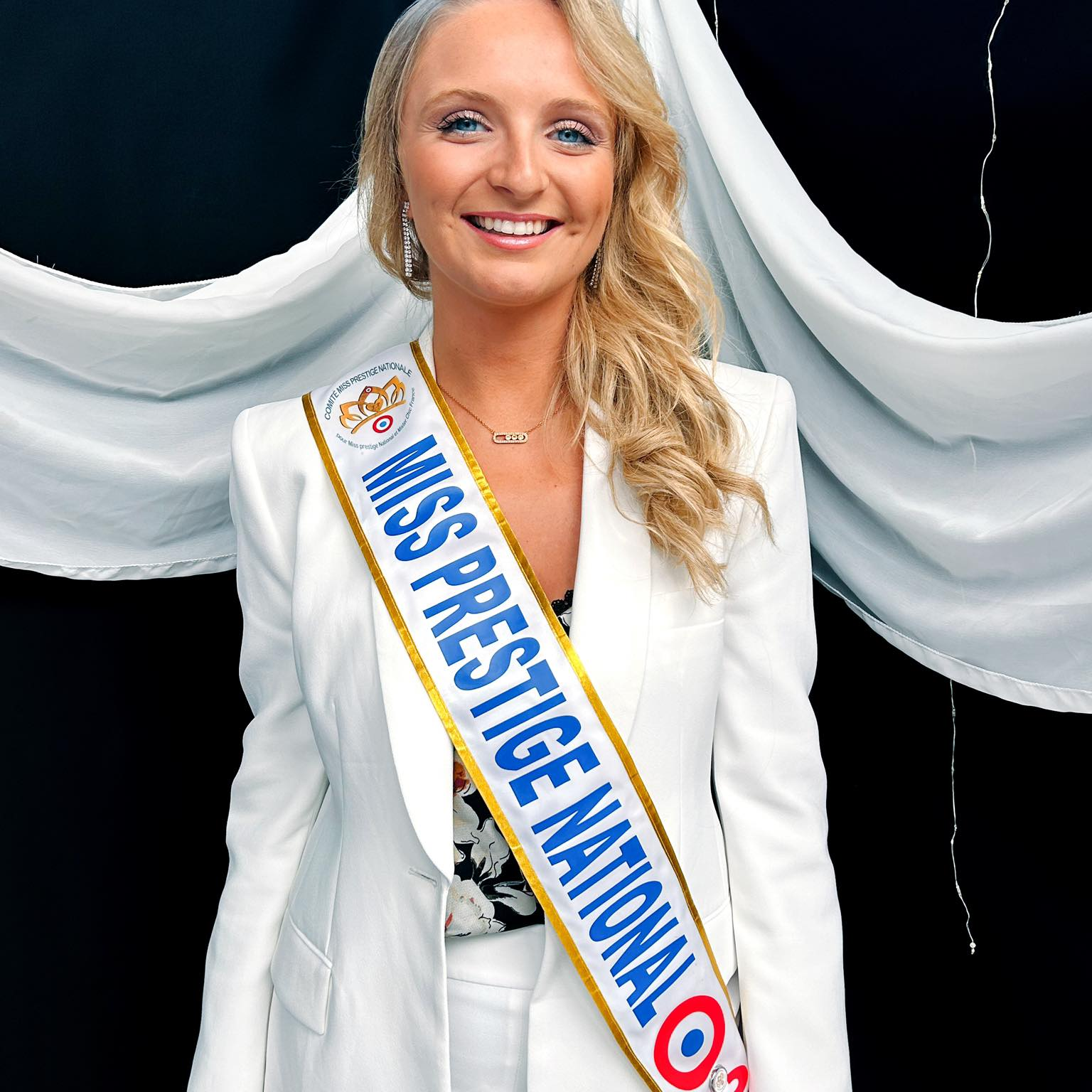
Clara Ringot Miss Prestige National 2023
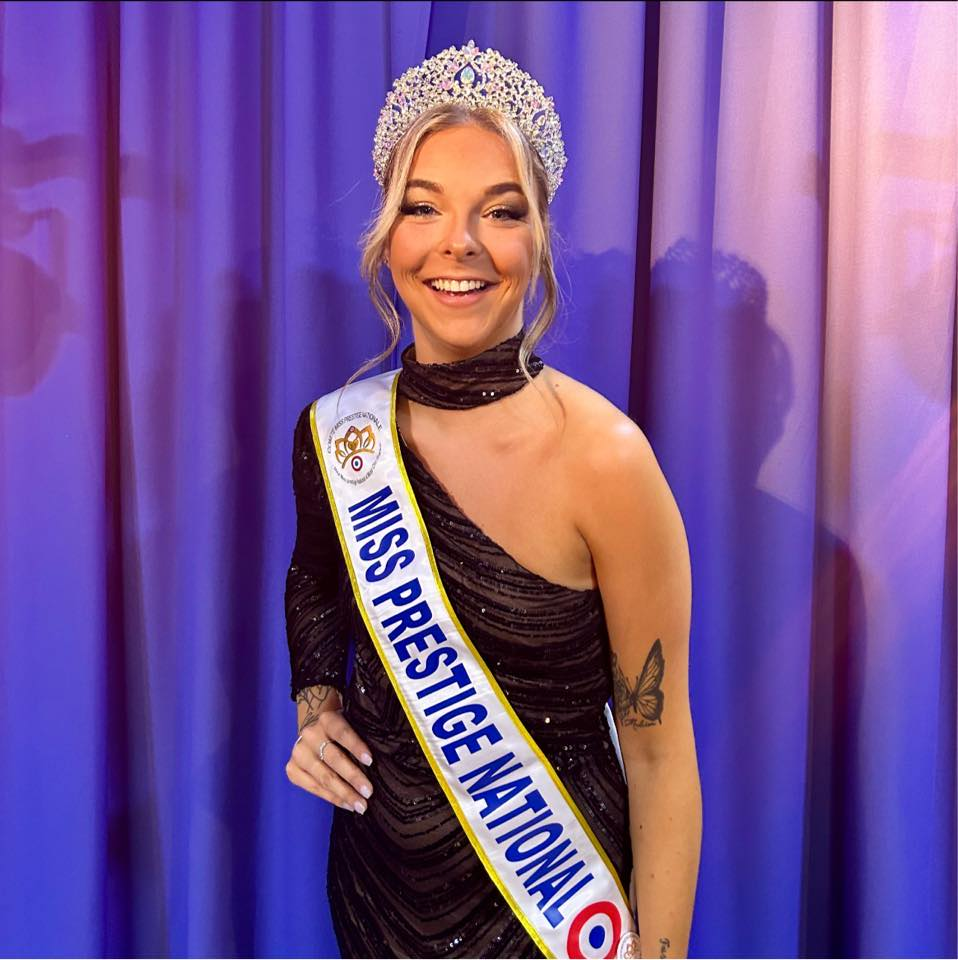
Laura Soldani Miss Prestige National 2022
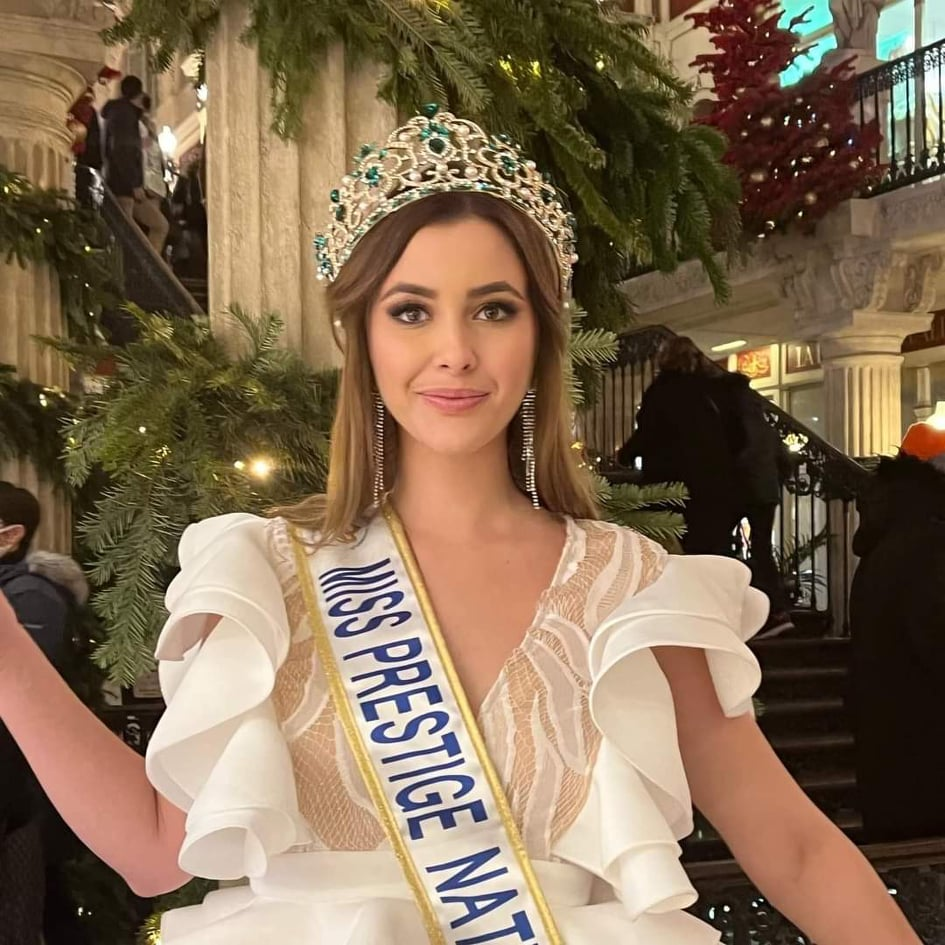
Gwenn Bizet MISS Prestige National 2020
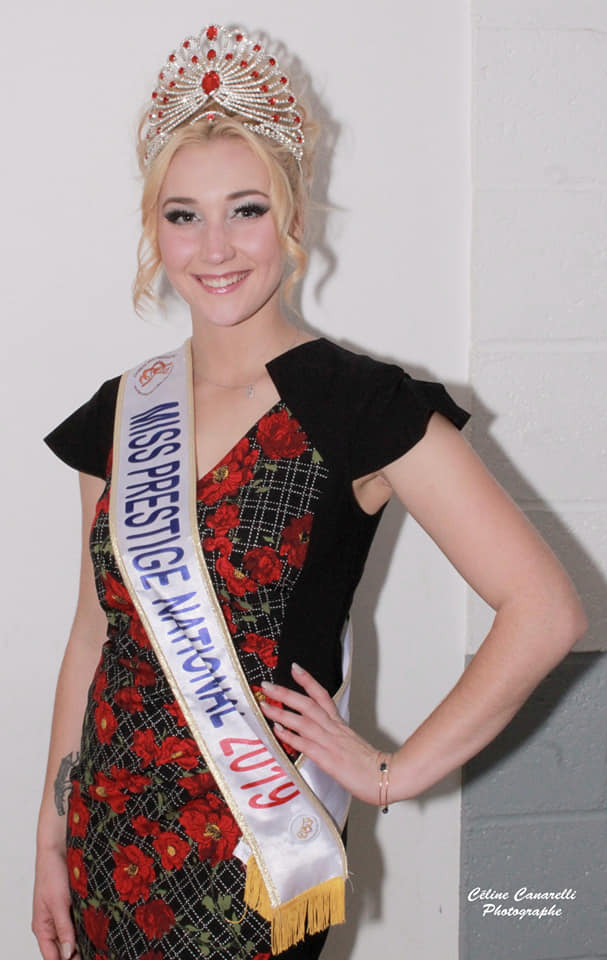
Océane Dupond  Miss Prestige National 2019

## Palmarès par région administrative et DOM-TOM
| Région                     | Victoire(s) | Année(s)                                |
| -------------------------- | ----------- | --------------------------------------- |
| Provence-Alpes-Côte d'Azur | 2           | 2011, 2013                              |
| Hauts-de-France            | 5           | 2015 , 2016 , 2018 , 2022 , 2023 , 2024 |
| Auvergne-Rhône-Alpes       | 1           | 2014                                    |
| Pays de Loire              | 2           | 2019, 2020                              |
| La Réunion                 | 1           | 2017                                    |
| Occitanie                  | 1           | 2012                                    |